# Memòria flaix
La memòria flaix és un medi d'emmagatzematge no volàtil que està desenvolupada a partir de la memòria EEPROM, van sorgir per proporcionar una major funcionalitat i flexibilitat a l'usuari i millorar l'elevat cost de les memòries EEPROM i la poca capacitat.
Les memòries flaix van aprofitar les capacitats d'esborrat i programació elèctrica de les memòries EEPROM i es va optar per eliminar la possibilitat d'esborrar selectivament els bits de la memòria i es va optar en permetre únicament esborrar els blocs complets de mida fixa (normalment entre 16-128 KB).
Es va poder reduir el cost de fabricació i l'augment de la capacitat, ja que en eliminar-se l'esborrament selectiu que tenien les EEPROM pel d'ara en blocs, les cel·les de memòria ja no disposen de 2 transistors sinó que solament del tansistor de porta flotant i, per tant, es redueix la mida de la cel·la de memòria fins a 2 o 3 vegades la mida de la cel·la EEPROM i, per tant, en la mateixa àrea de silici es pot emmagatzemar molta més informació.

## Història

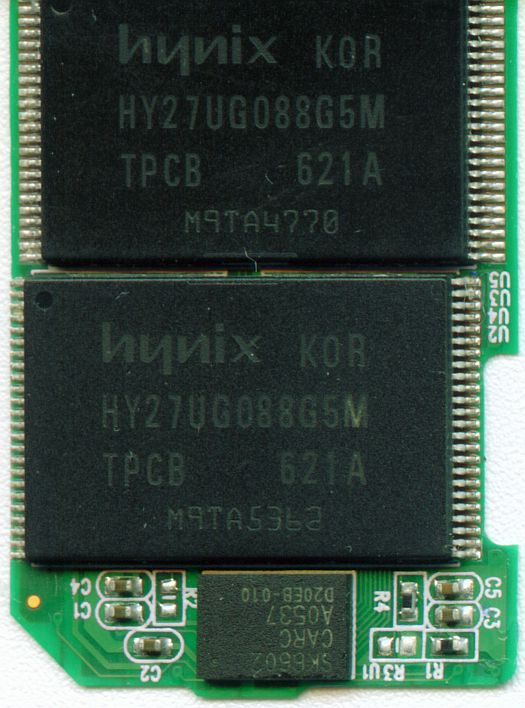
Dues memòries FLAIX d'1GB cadascuna

Les memòries de tipus flaix, van sorgir l'any 1984 de la mà de Fujio Masuoka, basant-se amb les memòries reprogramables EEPROM existents a l'època, que va inventar (ambdós, tipus NOR i NAND) mentre treballava per Toshiba el 1980. Segons Toshiba, el nom "flash" fou suggerit pel col·lega de Masuoka, Shōji Ariizumi, atès que el procés d'esborrat del contingut de la memòria li va recordar el flaix d'una càmera.
Entre els anys 1994 i 1998, es van desenvolupar els principals tipus de memòries que coneixem avui en dia, com la SmartMedia o la CompactFlash.
La tecnologia va plantejar aplicacions en molts altres camps, el 1998, la companyia Rio va comercialitzar el primer “Walkman” aprofitant el funcionament de SmartMedia solucionant així el problema dels “salts de CD” provocats al discman.
El 1994 SanDisk va començar a comercialitzar amb targetes de memòria (CompactFlash), i des de llavors l'evolució ha arribat a petits dispositius de consum com els MP3, vídeo consoles, memòria externa per a mòbils, etc.

## Característiques
Segons la seva potència i la seva precisió, permeten un nombre limitat i variable d'escriptures i esborrat de dades (generalment entre 10.000 i un milló), depenent de la cel·la, la precisió i el voltatge necessari per a l'esborrament.
Inicialment emmagatzemaven 8 MB, però actualment emmagatzemen més de 64 GB amb una alta velocitat. Consten de portes lògiques NOR i NAND per emmagatzemar els seus corresponents zeros i uns.
Les memòries flaix també presenten altres característiques, com:
- Gran resistència als cops.
- Molt silencioses.
- Baix consum.
- Mida petita.
- Molt lleugeres i versàtils.
- Tenen una elevada resistència tèrmica.

Els principals usos d'aquest tipus de memòries són les bateries de telèfons mòbils, PDAs (Personal Digital Assistant), càmeres de fotografies digitals, reproductors MP3, etc.

## Principis

### El transistor de porta flotant
La memòria flaix emmagatzema informació en una matriu de cel·les de memòria a partir de transistors de porta flotant.
En utilitzar transistors de porta flotant els chips són més petits i més barats, suporten la reprogramació i les dades són càrregues no volàtils al transistor de porta flotant.
S'utilitza la física quàntica per programar/borrar del transistor de porta flotant, i això es fa d'un dels dos mètodes següents:
- Hot-electron injection
- Túnel fowler-Nordhiem

Aquest transistor es caracteritza per disposar de dos portes diferents, una fixa equivalent a la dels transistors MOS, i una altra flotant. Aquesta porta flotant no està connectada sinó que es troba rodejada d'un material aïllant(òxid) de molt alta impedància. Per permetre la reprogramació del transistor, aquesta porta flotant se situa a molt poca distància del substrat del transistor.
Per programar la cel·la, el programador aplica una tensió elevada a la porta fixa de totes aquelles cel·les que han d'emmagatzemar un ‘0’. Aquesta tensió permet als electrons que es troben en el substrat del transistor, travessar l'aïllant a través d'un “túnel” i arribar fins a la porta flotant. Aquest afecte és conegut com a Fowler-Nordhiem Tunneling.
Com que hi ha una distància més llarga entre la porta fixa i la porta flotant, els electrons no són capaços d'arribar a la porta fixa i es queden atrapats a la porta flotant, això provoca que s'acumuli càrrega negativa a la porta flotant i s'incrementi la tensió umbral del transistor cosa que fa que el transistor quedi polaritzat en inversa i, per tant, ja no condueix i el
bit de memòria queda programat amb un ‘0’.
Quan el transistor no està programat per tant no hi ha càrrega en la porta flotant, el transistor condueix normalment en aplicar tensió en la porta fixa, per la qual cosa s'obtindrà un ‘1’ en la línia de bit.

## Tecnologies
Existeixen dues tecnologies principals de memòries flaix ; NOR i NAND. El seu nom prové de l'estructura d'interconnexió interna de les seves cel·les de memòria. En les memòries NOR flaix les cel·les estan connectades en paral·lel a les línies de bit, en canvi en les NAND flaix les cel·les es connecten en sèrie.

### NOR flaix
Les memòries NOR flaix es van concebre com una manera més econòmica i convenient de disposar de memòries no volàtils reporgramables que les disponibles fins llavors. L'accès en lectura i programació es realitza demanera aleatòria(encara que és possible accedir a una direcció concreta), tal com passa en les memòries RAM. Per això la majoria de processadors poden executar directament el codi de programa emmagatzemat en la memòria NOR flaix sense la necessitat d'emmagatzemar-lo primer en una memòria RAM.
L'esborrat s'ha d'efectuar per blocs(posicions consecutives de memòria) i provoca que totes les cel·les de memòria d'aquell bloc emmagatzemin un ‘1’.
Per tant, l'accés a les dades en lectura és molt ràpid, però en l'escriptura és bastant més lent.
Les aplicacions més típiques d'aquestes memòries solen consistir a emmagatzemar el codi d'inicialització i BIOS de computadors, PDAs i telèfons mòbils.
Per programar una memòria NOR flaix s'utilitza el procés anomenat Hot-electron injection, i per borrar-la s'utilitza el Tunnel fowler-Nordhiem.

### NAND flaix
A causa de la connexió en sèrie i del fet que s'eliminen els contactes de les línies de paraula, les memòries NAND flaix ocupen sobre un 60% de l'àrea de silici necessària per implementar una memòria de la mateixa capacitat utilitzant una NOR flaix.
Per reduir encara més aquesta àrea, es va optar per eliminar el circuit del bus de dades i de direcció externs, els dispositius externs han de comunicar-se amb la memòria NAND flaix a través d'ordres serie i registres de dades que internament obtindran la dada requerida.
Aquesta opció de disseny impossibilita l'accés aleatori a la informació, pel que la lectura i programació es realitza per pàgines(parts d'un bloc) i l'esborrat es realitza per blocs.
Amb això s'aconsegueix incrementar la capacitat i, per tant, reduir el cost d'aquest tipus de memòria.
Les memòries NAND flaix típicament s'utilitzen com a dispositius d'emmagatzemament per computadors, PDAs, telèfons mòbils, càmeres fotogràfiques,etc.
Tant per programar com per borrar una memòria NAND flaix s'utilitza Tunnel fowler-Nordhiem.
Per tractar d'incrementar encara més la capacitat d'emmagatzenament en les memòries flaix, están desenvolupant noves tecnologies amb l'objectiu de tractar d'emmagatzemar més d'un bit en cada cel·la de memòria (MLC-Multiple-Level Cell). Entre elles cal destacar la tecnologia MirrorBit de AMD i la StrataFlash d'Intel.

### NOR vs AND
El tipus NOR permet una lectura i escriptura més lenta que el NAND, però emmagatzema molt ràpid les rutes d'accés aletòries. Això fa que NOR sigui més adequat per l'execució i emmagatzament de comandes, mentre que la NAND és més indicada per l'emmagatzament massiu de dades.
Quant a l'arquitectura, NAND pot emmagatzemar més dades en un espai de silici més petit, lo que estalvia cost per bit. En el passat, quan l'emmagatzament de dades era més baix, NOR tenia més influència en el mercad, però avui amb el gran increment de la necessitat de guardar més dades, NAND ha superat de lluny a NOR.
- L'accés NOR és aleatori per lectura i orientat a blocs per la seva modificació.
- En l'escriptura de NOR podem arribar a modificar un sol bit, mentre que a les NAND s'han de modificar blocs complets.
- La velocitat de lectura és molt superior en NOR(50-100 ns) mentre que en les NAND(10 µs de la búsqueda de bloc + 50 ns per byte).
- La velocitat d'escriptura per la NOR és de 5 µs mentre que en la NAND 200 µs.
- La fiabilitat dels dispositius basats en NOR és molt alta, bastant immune a la corrupció de dades i tampoc té blocs erronis, mentre que els sistemes NAND tenen una escassa fiabilitat, requereixen correcció de dades i existeix la possibilitat que quedin blocs marcats com erronis o inservibles.

|                            | NAND               | NOR              |
| -------------------------- | ------------------ | ---------------- |
| Aplicació principal        | Emmagatzemar dades | Execució de codi |
| Capacitat d'emmagatzematge | Alta               | Baixa            |
| Cost per bit               | Millor             |                  |
| Alimentació Activa         | Millor             |                  |
| Alimentació en Standby     |                    | Millor           |
| Velocitat d'escriptura     | Bona               |                  |
| Velocitat de lectura       |                    | Bona             |